# جویی چیک
جویی چیک (انگلیسی: Joey Cheek؛ زادهٔ ۲۲ ژوئن ۱۹۷۹) اسکیت‌باز سرعت اهل ایالات متحده آمریکا است.
از افتخارات وی می‌توان به کسب مدال طلا در بازی‌های المپیک زمستانی ۲۰۰۶ اشاره کرد.